# Vehículo Blindado Multipropósito

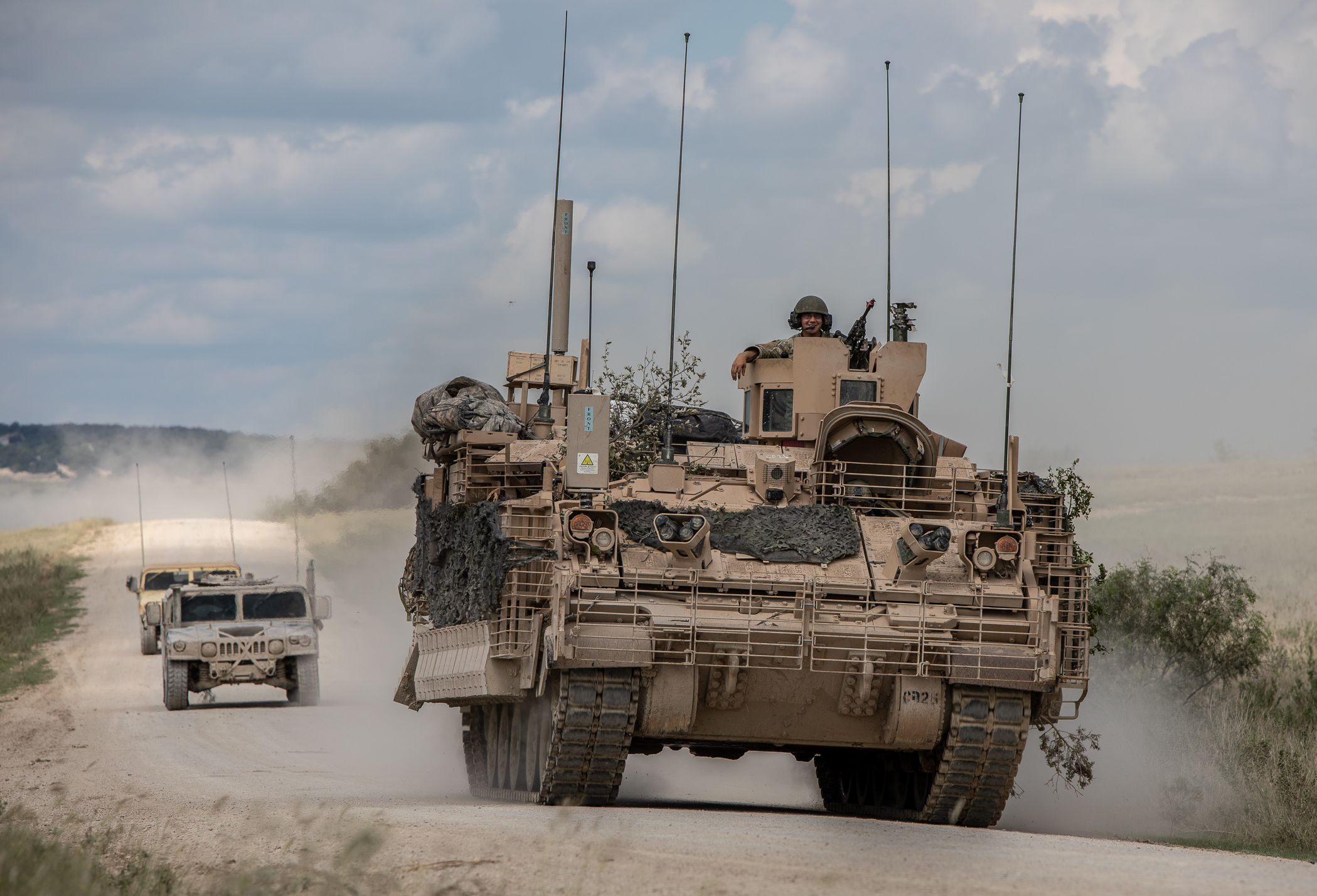
Soldados del 4.º Escuadrón (Dark Horse), del 9.º Regimiento de Caballería, 2.º Equipo de Combate de Brigada Blindada, 1.ª División de Caballería, completando las pruebas de campo del Vehículo Blindado Multipropósito en Fort Hood, Tejas, hacia 2018.

El Vehículo Blindado Multipropósito (en inglés Armored Multi-Purpose Vehicle, AMPV) es un programa del Ejército de Estados Unidos para reemplazar la familia de vehículos de transporte blindado de personal M113. Es un subproyecto del programa Vehículo de Combate de Siguiente Generación (Next Generation Combat Vehicle).
En 2014 el Ejército de EE. UU. seleccionó la propuesta de BAE Systems de una variante sin torreta del vehículo de combate de infantería Bradley para reemplazar los más de 2.800 M113 en servicio.
En 2022 había planeadas cinco variantes: M1283 Propósito General (522 planificados), M1284 Vehículo de Evacuación Médica (790 planificados), M1285 Vehículo de Tratamiento Médico (216 planificados), M1286 Comando de Misión (993 planificados) y M1287 Vehículo Portador de Mortero (386 planificados). En 2015 estaba programada la entrega de 2.897 vehículos con un coste total de 10.723 miles de millones de dólares, esto es 3,7 millones de dólares por vehículo.
El primer prototipo estaba listo en diciembre de 2016, y los vehículos empezaron a salir en septiembre de 2020.

## Razón
El M113 ha estado en servicio desde principios de la década de 1960 y, si bien puede asumir varios roles, ha demostrado ser demasiado vulnerable para el combate. En la década de 1980, el M2 Bradley reemplazó al M113 en la función de transporte de primera línea, moviéndolo a funciones de retaguardia. En la Guerra de Irak, las tácticas de guerra urbana derrotaron al M113, lo que llevó a que fuera reemplazado casi por completo en servicio activo por vehículos MRAP. Los MRAP fueron útiles en las carreteras de Irak, pero tienen menos capacidad de carga útil y un peor rendimiento todoterreno. El AMPV tiene como objetivo encontrar un vehículo más versátil y móvil contra una amplia gama de adversarios teniendo una movilidad todoterreno comparable a los tanques Bradley y M1 Abrams.
Algunos informes sugirieron que el programa AMPV estaba siendo favorecido por encima del programa de Vehículos de Combate Terrestre (Ground Combat Vehicle, GCV). Si bien la adquisición de la flota de AMPV costaría más de 5 mil millones de dólares, la Oficina de Responsabilidad Gubernamental estima que la flota de GCV costaría 37 mil millones de dólares. En abril de 2013, la Oficina de Presupuesto del Congreso dijo que el AMPV sería una mejor compra porque los analistas han afirmado que los vehículos que el programa GCV está programado para reemplazar no deberían ser los primeros. El vehículo de combate de infantería GCV reemplazaría 61 vehículos de combate de infantería M2 Bradley en cada brigada de combate blindada, lo que representa el 18 por ciento de los 346 vehículos de combate blindados en cada brigada blindada.
Un informe del Servicio de Investigación del Congreso del 24 de septiembre de 2013 sugirió que, dadas las limitaciones presupuestarias, el programa GCV podía ser poco realista y que una discusión potencial podría centrarse en una decisión del Ejército de reemplazar el GCV por el AMPV como principal prioridad de adquisición de vehículos de combate terrestre. La propuesta de presupuesto del Ejército para el año fiscal 2015 sugirió cancelar el programa GCV y transferir fondos al AMPV con el fin de que fuese el programa de vehículos prioritarios del servicio.
Para mantener bajos los costos de desarrollo, el Ejército requiere que el vehículo tenga un diseño comercial listo para usar que pueda mejorarse gradualmente. El vehículo tendría nuevas tecnologías que incluyen electrónica, redes y equipos de comunicaciones agregados a la plataforma a medida que estén disponibles más adelante. Si el AMPV puede incorporar comunicaciones por satélite más nuevas a medida que se desarrollan, podrían vincularse a otros vehículos terrestres que normalmente requerirían una revisión completa de los subsistemas para nuevos equipos después de una cierta cantidad de años. El requisito de coste de mantenimiento operativo del AMPV es de hasta 90 dólares por milla, en comparación con los 58 dólares por milla del M113.

## Historia
El 21 de marzo de 2013, el Ejército emitió un proyecto de solicitud de propuestas para el AMPV. Este proyecto propuso un contrato de 1,46 miles de millones de dólares para las fases de diseño y desarrollo. En la fase de ingeniería y desarrollo de la fabricación se construirían 29 prototipos des 2014 a 2017 por 388 millones de dólares. La producción inicial de bajo ratio tuvo lugar de 2018 a 2020 con un coste de 1,08 miles de millones de dólares para 289 modelos producidos. Después de 2020, el Ejército planeó comprar otros 2.618 vehículos durante más de diez años para tener un total de 2.907 AMPV. El coste por vehículo no excede de los 1,8 millones de dólares, lo que hace un total de 4,7 miles de millones para la flota completa. Al igual que con el programa GCV revisado, se otorgaría un contrato de desarrollo a una empresa.
El 1 de octubre de 2013 el Ejército lanzó un nuevo proyecto de solicitud de propuestas, retrasando el comienzo del programa un año y elevando los costes de desarrollo varios cientos de millones de dólares. El nuevo documento decía que el Ejército planeaba un contrato de fase de ingeniería y desarrollo de la fabricación de cinco años en mayo de 2014 con un contratista, que fabricaría 29 vehículos para pruebas del gobierno, seguido de un contrato de producción inicial de baja ratio de tres años que comenzaría en 2020. La fase de ingeniería y desarrollo de la fabricación se extendió del año fiscal de 2015 al año fiscal de 2019 y elevó el coste de construcción de 29 prototipos hasta los 458 millones de dólares.
Los gastos de tres años de producción inicial de baja ratio para 289 vehículos fueron de 244 millones el primer año, 479 millones el segundo y 505 millones el tercero, totalizando un aumento hasta los 1,200 millones para la producción a baja ratio. El AMPV costaría 1.680 millones antes de que comenzase su producción a ratio completa, lo que supuso un aumento con respecto a los 1.460 millones anteriores. El nuevo borrador no cambió la cantidad total de vehículos deseados y no incluyó un coste de fabricación unitario promedio. El Congreso aprobó 116 millones para el programa en el presupuesto del año fiscal de 2014 del Ejército.
El AMPV tiene un programa de producción relativamente largo: 3 años para producción a baja ratio y 10 años para producción a ratio completa. El plan de producción se basó en parte en las limitaciones presupuestarias, pero también se podía acelerar la producción en caso de guerra u otra contingencia. El 33 por ciento de un equipo de combate de brigada blindada estadounidense está compuesto por M113, que no se utilizan en operaciones de combate porque son menos móviles y están peor protegidos que otros vehículos de combate de estos equipos. En la producción a tasa completa se deberían construir poco menos de 300 vehículos AMPV por año, pero existe la capacidad de aumentar rápidamente la producción si se necesita desplegar un equipo de combate de brigada blindada para el combate. Dejar que la industria se desarrolle lo más rápidamente posible con regularidad solo para detenerla posteriormente se considera irresponsable.
El 26 de noviembre de 2013, el Ejército lanzó la solicitud de propuesta de la fase de ingeniería y desarrollo de la fabricación del AMPV. A pesar de los recortes presupuestarios, el programa mantuvo su objetivo establecido anteriormente de 2.907 vehículos a 1.8 millones cada uno durante 13 años. En mayo de 2014 se iba a otorgar un contrato de ingeniería y desarrollo de la fabricación de 5 años a un fabricante para producir 29 vehículos para pruebas, al que seguiría un contrato producción inicial de baja ratio de 3 años en 2020. Aunque el borrador de la solicitud de propuesta de octubre elevó el coste de la fase de ingeniería y desarrollo de la fabricación a 458 millones, la solicitud de propuesta oficial de noviembre lo redujo a 436 millones.
Los gastos anuales para la fase de ingeniería y desarrollo de la fabricación fueron de 70 millones en el año fiscal de 2015, 174 millones en el año fiscal de 2016, 114 millones en el año fiscal de 2017, 64 millones en el año fiscal de 2018 y 14 millones en el año fiscal de 2019. La solicitud de propuesta también contiene también un programa opcional de intercambio de vehículo para intercambiar hasta 78 vehículos durante la fase de ingeniería y desarrollo de la fabricación por AMPV. 39 vehículos Bradley de versiones previas a las actuales configuraciones M2A3/M3A3 y 39 vehículos M113 que no fuesen M113 AMEV podían ser intercambiados por el gobierno al contratista por crédito.

## Variantes
Hay cinco versiones del AMPV:

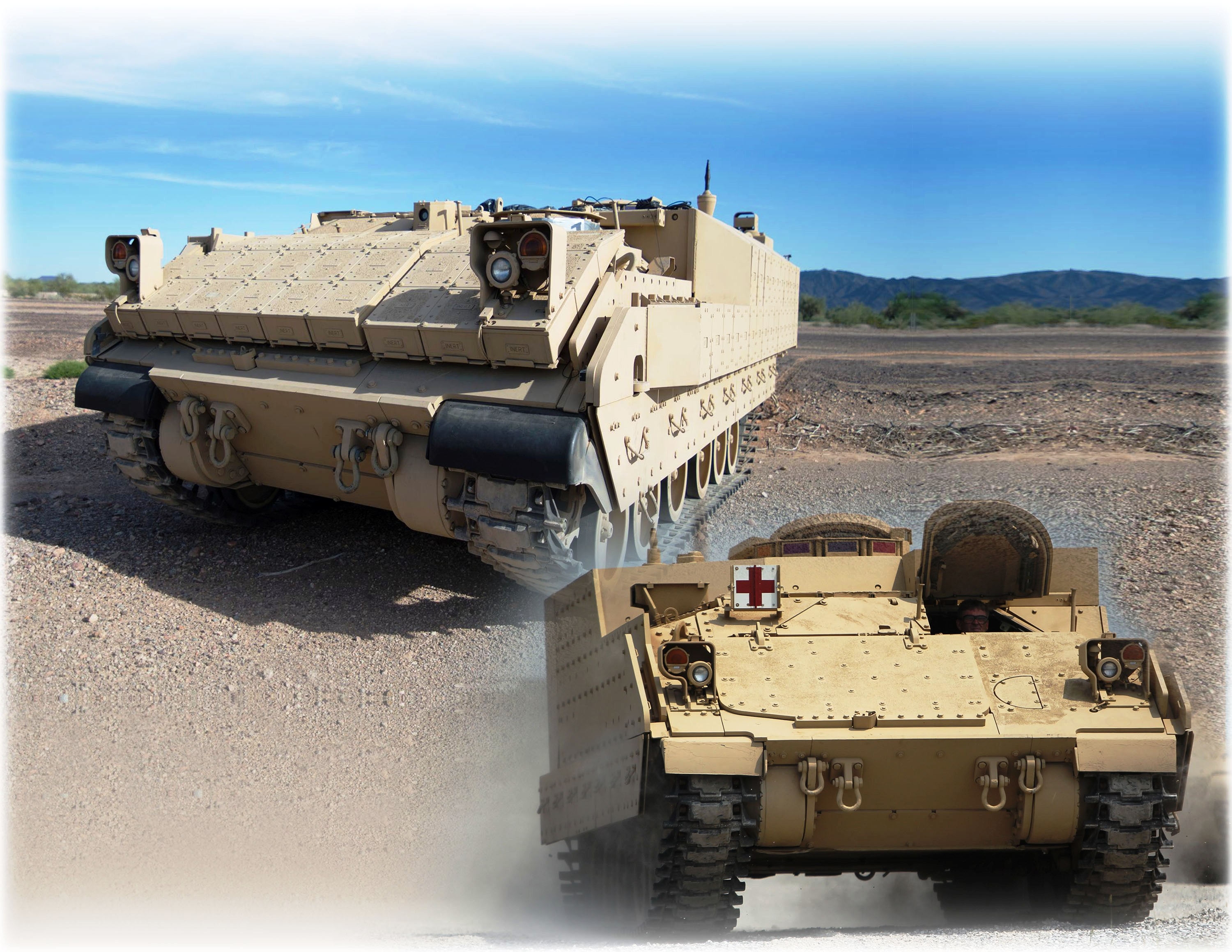
Las variantes Propósito General y Vehículo de Evacuación del AMPV.

- XM1283 Propósito General (General Purpose, GP): Reemplazará al M113A3 APC. Puede albergar 2 tripulantes y 6 pasajeros. Puede ser preparado para llevar una litera. Lleva montada un arma para la tripulación. Puede realizar tareas como escolta logística de paquetes, reabastecimiento de emergencia, evacuación de heridos y dar seguridad en las evacuaciones médicas.[15] Hay 522 planificados.[3]
- XM1284 Vehículo de Evacuación Médica (Medical Evacuation Vehicle, MEV): Reemplazará al M113 AMEV. Puede albergar 3 tripulantes y 6 pacientes no encamados, 4 pacientes en literas o 3 pacientes no encamados y 2 en literas. Deben tener también equipamiento médico y aire acondicionado. Puede realizar tareas de evacuación médica del punto donde se sufrió el daño al puesto de socorro y de reposición de suministros médicos.[15] Hay 790 planeados.[3]
- XM1285 Vehículo de Tratamiento Médico (Medical Treatment Vehicle, MTV): Reemplazará al M577A3 Vehículo Médico. Puede albergar 4 tripulantes y un paciente en litera. Debe tener equipamiento médico y aire acondicionado. Puede servir como puesto de socorro avanzado, puesto de socorro principal y puesto de socorro del batallón.[15] Hay 216 planeados.[3]
- XM1287 Vehículo Portador de Mortero (Mortar Carrier Vehicle, MCV): Reemplazará al M1064A3 Portador de Mortero. Puede albergar a 2 tripulantes y a dos operarios del mortero. Tiene un mortero de 120 mm y 69 cargas para el mortero. Su tarea es proveer de fuego de mortero indirecto.[15] Hay 386 planeados.[3]
- XM1286 Comando de Misión (Mission Command, MCmd): Reemplazará al M1068A3 Portador del Puesto de Mando. Puede albergar 2 tripulantes y a 2 operarios. Lleva montada un arma para la tripulación. Su tarea es servir como puesto de mando.[15] Hay 993 planeados.[3]

Aparte existe un proyecto interno de BAE Systems en colaboración con el Ejército de Estados Unidos para desarrollar un Vehículo de Ingeniería que reemplace al M113 en ese papel en la Brigada Echelons Above.